# Tejszebaini

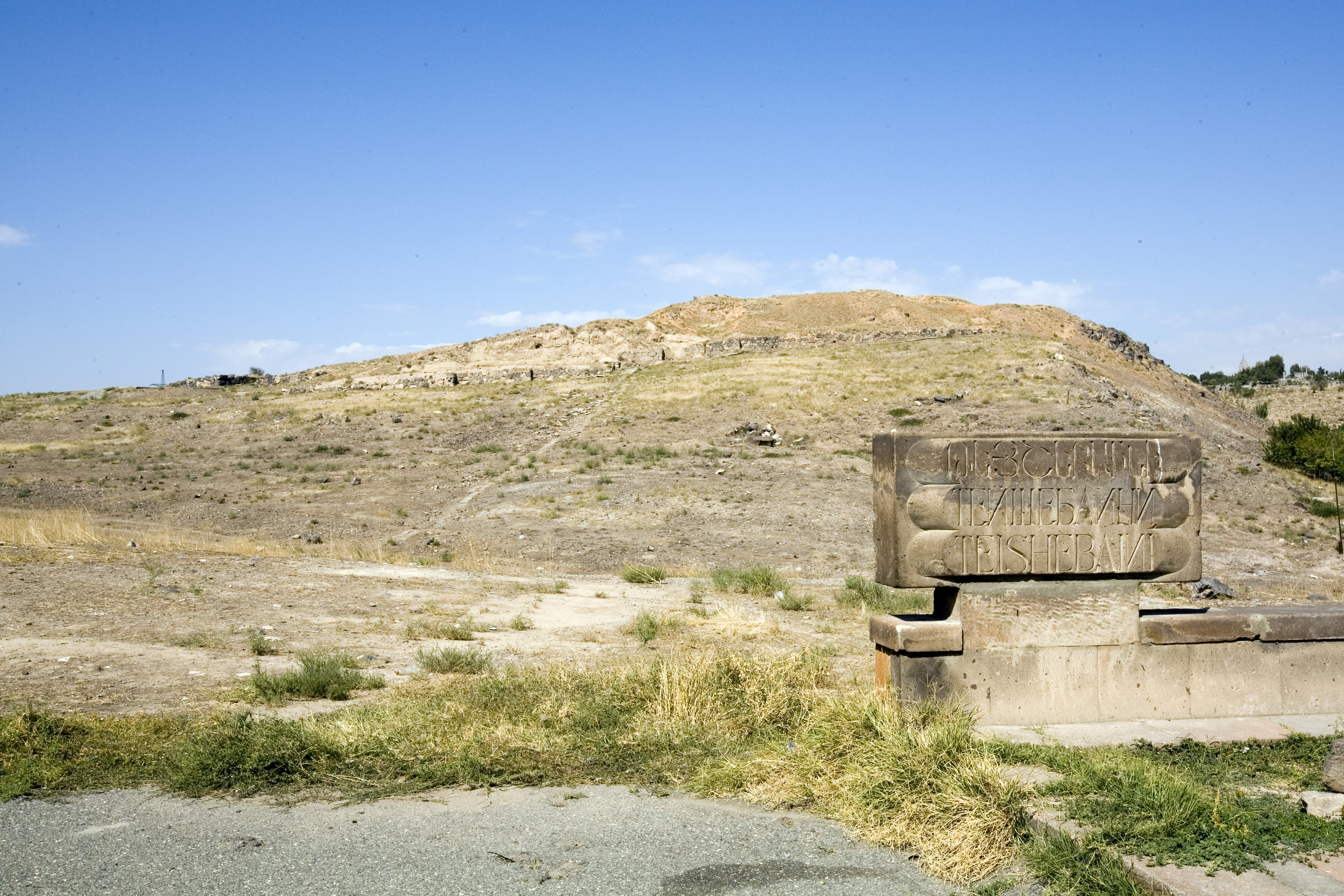
Wzgórze Karmir Blur, na którym położona była twierdza Tejszebaini

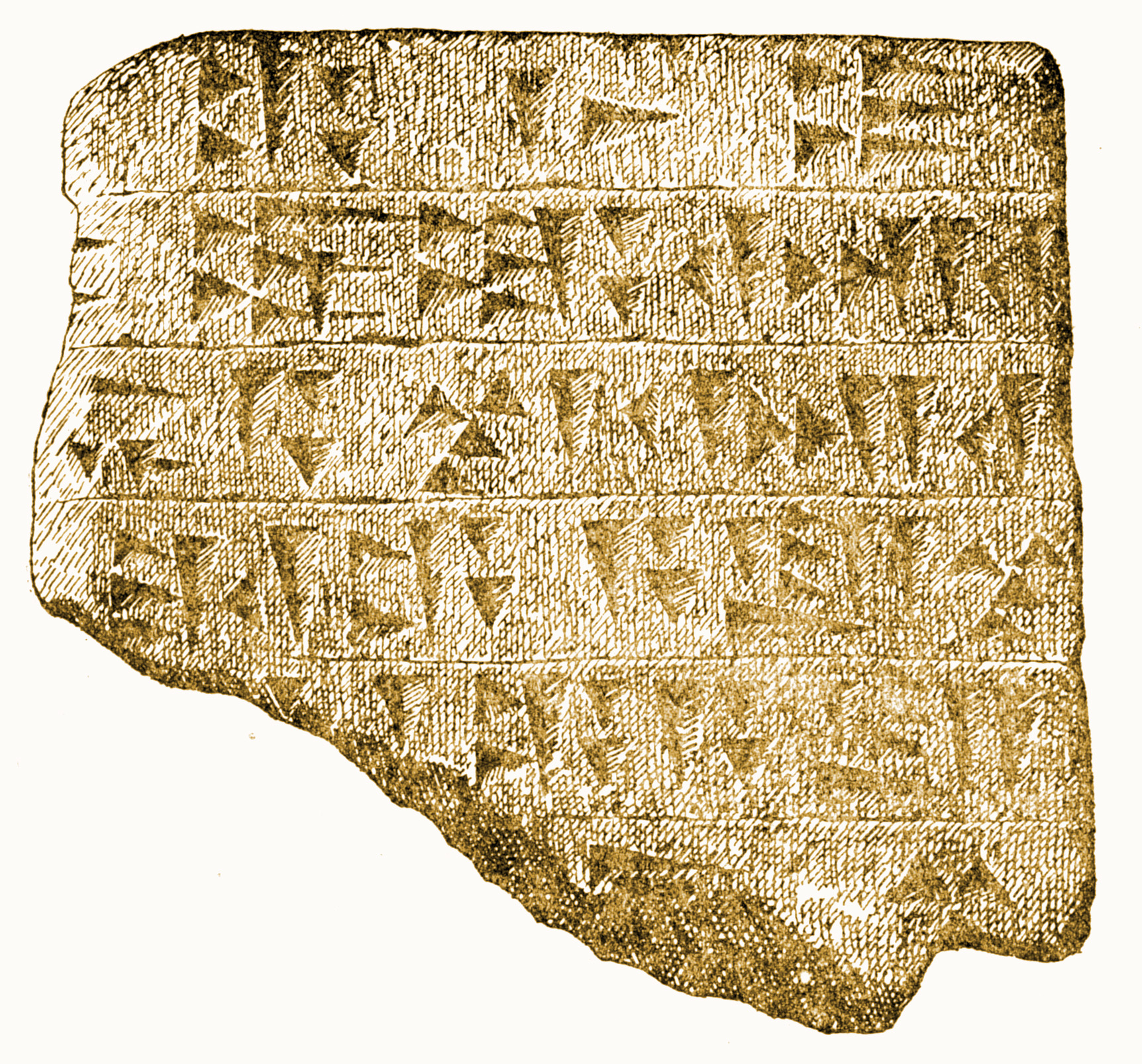
Odłamek tabliczki znaleziony przez Diemiochina

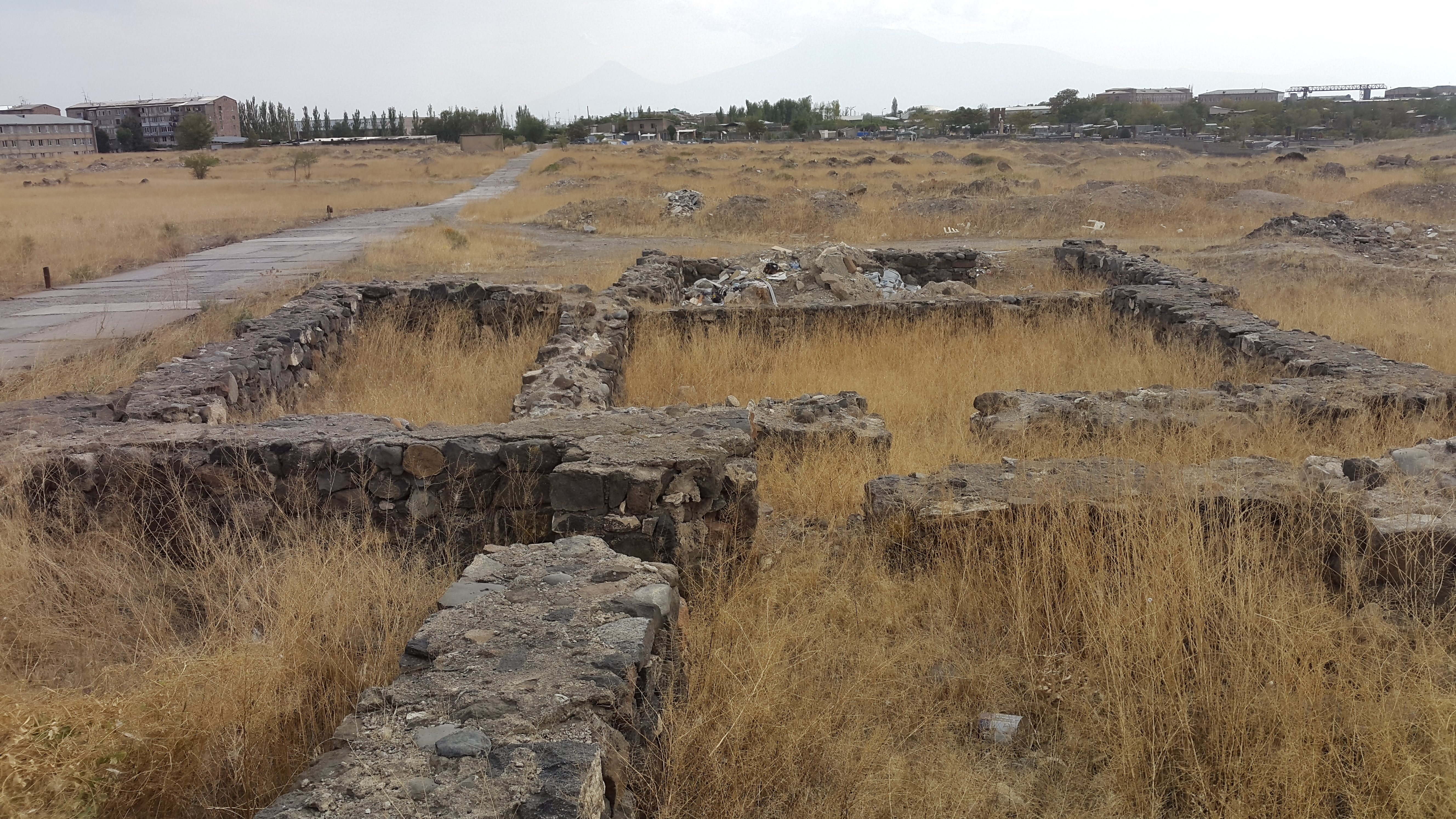
Pozostałości po jednej z dzielnic mieszkaniowych Tejszebaini

Tejszebaini (urart. URU Dte-i-še-ba-i-ni, orm. Թեյշեբաինի) – miasto-twierdza na terenie starożytnego państwa Urartu. Zostało założone w VII wieku p.n.e. przez króla Rusę II. Ruiny miasta zlokalizowano na wzgórzu Karmir Blur na obrzeżach współczesnej stolicy Armenii – Erywania.

## Historia badań

### Prace archeologiczne
W 1936 roku geolog radziecki A.P. Diemiochin, badający bazalty rzeki Hrazdan, odkrył na wzgórzu Karmir Blur odłamek tabliczki glinianej, zapisanej pismem klinowym. Inskrypcja zawierała imię króla Urartu – Rusy II, syna Argisztiego II. Do tego czasu wzgórze stanowiło źródło do pozyskiwania kamienia do budowy pomieszczeń gospodarczych przez miejscową ludność. Po odkryciu Diemiochina Karmir Blurem zainteresowali się archeolodzy. Systematyczne prace wykopaliskowe zorganizowano w 1939 roku. Prowadziła je Karmirblurska Ekspedycja Archeologiczna pod kierunkiem B.B. Piotrowskiego.
W wyniku prac odkryto urartyjską twierdzę, której obszar wynosił ponad 4 ha, zidentyfikowano pozostałości po dzielnicach mieszkalnych. Ponadto odkryto w niższych warstwach ślady osadnictwa z epoki eneolitu i brązu, datowane na XIII–VIII stulecia p.n.e. Przypuszczalnie starsze osadnictwo zostało zniszczone przez Urartyjczyków w czasach panowania Argisztiego I, gdy trwała ekspansja urartyjska w Zakaukazji. Przebieg starożytnych ulic miejskich, łączących dzielnice mieszkalne z twierdzą, odtworzono metodą aerofotograficzną. Nazwa twierdzy „Tejszebaini” została odczytana na zamontowanych przy drzwiach do spichlerzy żelaznych zasuwach.

### Znaczenie badań nad Tejszebaini
Spichlerz
     Browar i magazyn piwa
     Tłocznia oleju sezamowego
     Spiżarnie do przechowywania wina

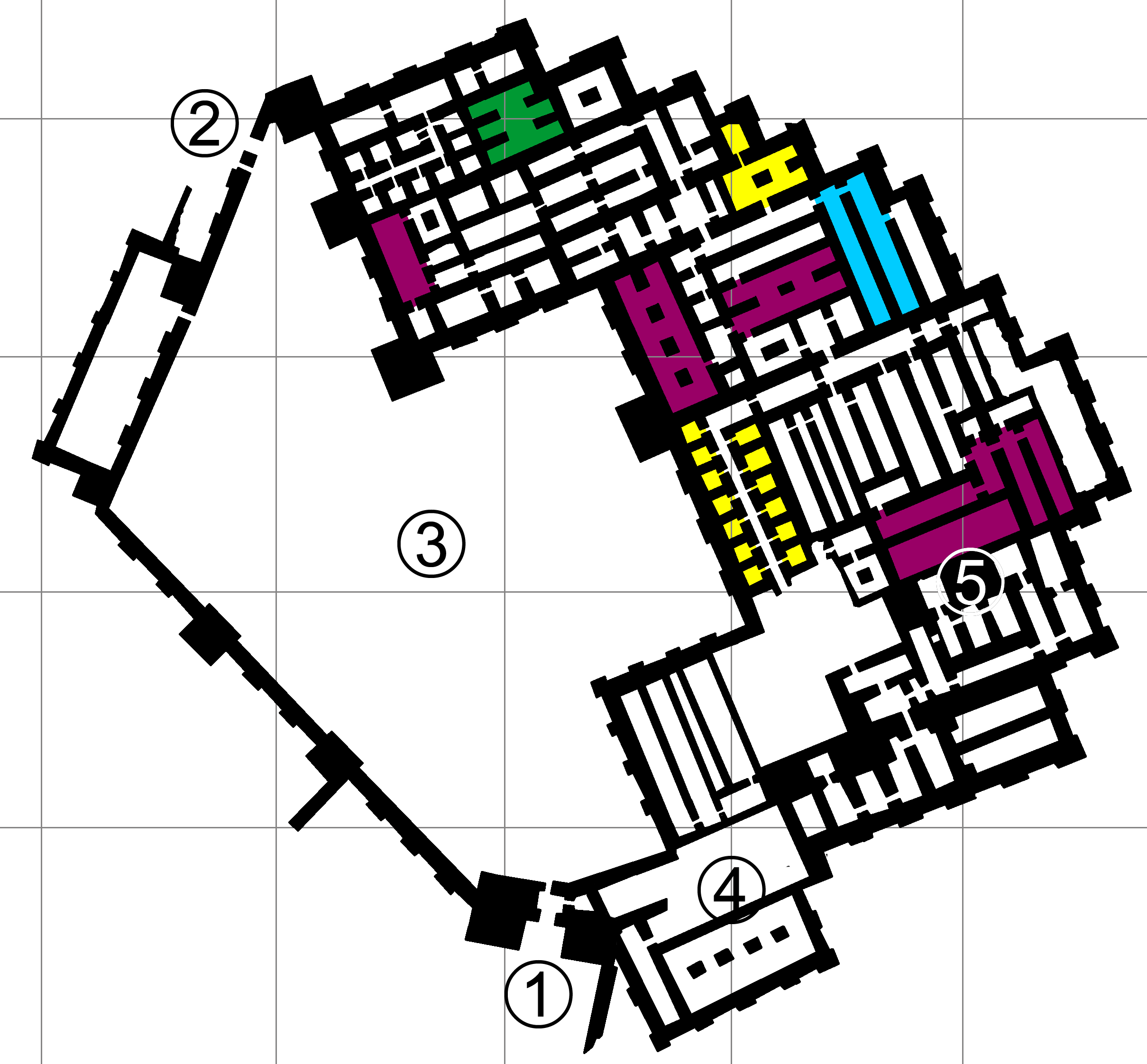
Plany Tejszabaini sporządzone przez Karmirblurską Ekspedycję Archeologiczną. Skala: długość boków kwadratów siatki odpowiada 50 m
Spichlerz
Browar i magazyn piwa
Tłocznia oleju sezamowego
Spiżarnie do przechowywania wina
1 – brama centralna
2 – pomocnicza brama zachodnia
3 – dziedziniec wewnętrzny
4 – rezydencja królewska, sala kolumnowa
5 – archiwum

Wykopaliska twierdzy Tejszebaini dały naukowcom unikalne materiały do rekonstrukcji ostatniego okresu istnienia Urartu. Z jednej strony w okresie schyłkowym Tejszebaini było faktyczną stolicą Urartu – tabliczki gliniane ostatnich królów urartyjskich zostały odkryte tylko w Tejszebaini i okolicach. Z drugiej strony do Tejszebaini przywieziono wiele kosztowności z różnych utraconych przez Urartu miast, zwłaszcza z pobliskiego Erebuni. Większość kosztowności została skradziona podczas plądrowania twierdzy, ale archeologom udało się znaleźć ukryte skarby. Na przykład, podczas wykopalisk odkryto 97 mis z brązu jednego typu z wygrawerowanymi imionami królów urartyjskich, schowanych w jednym z karasów (dzban do przechowywania wina) w spiżarni wina. Różne style pisma klinowego wskazują, że misy zostały wykonane w różnym czasie, za życia poszczególnych władców.
W wielu przypadkach ceglane ściany, które zawaliły się podczas pożaru, ochroniły warstwy archeologiczne. W Tejszebaini znaleziono nawet resztki ubrań i kilka drewnianych przedmiotów, co jest nietypowe dla tak dawnego stanowiska archeologicznego. Wykopaliska w Tejszebaini na Karmir Blur dostarczyły naukowcom cennych informacji, szczególnie na temat ostatniego wieku istnienia Urartu. Podczas wykopalisk Tejszebaini odkryto także przedmioty z Asyrii (pieczęcie cylindryczne, karneolowe koraliki i in.), z Azji Mniejszej (karneolowa pieczęć, złote kolczyki) oraz ze starożytnego Egiptu (amulety, koraliki).

### Stan współczesny
Po zakończeniu prac archeologicznych miejsce wykopalisk nie zostało całkowicie zakonserwowane. Górne części murów twierdzy, które zostały wykonane z cegły suszonej, narażone są na erozję naturalną. Przy południowym podnóżu wzgórza Karmir Blur, w miejscu, gdzie były winnice, wybudowano niewielkie Muzeum Tejszebaini, w którym eksponowane są duże fragmenty pozostałości po systemie doprowadzania wody. Pozostałe artefakty, znalezione podczas wykopalisk, zostały przekazane do Muzeum Erebuni.

## Historia Tejszebaini
Twierdza Tejszebaini została wzniesiona około połowy VII wieku p.n.e. przez króla Rusę II, którego rządy przypadły na końcowy okres Urartu. Po tym, jak w 714 roku p.n.e. Asyryjczycy zburzyli ośrodek religijny Urartyjczyków – Musasir, Rusa II podjął próbę odbudowy potęgi państwa przy pomocy m.in. utwierdzenia kultu bogów urartyjskich. W tym celu wzniósł na północnym brzegu jeziora Wan miasto, które miało zostać nowym centrum kultu Chaldiego, a następnie założył miasto-twierdzę ku czci boga wojny Tejszeby. Ponadto Rusa II zbudował nowe świątynie Chaldiego w większych miastach Urartu, w tym w Tejszebaini. Zachowała się tabliczka, zapisana pismem klinowym, która traktuje o pracach budowlanych w twierdzy:

Bogu Chaldiemu, mojemu panu, ten napis Rusa, syn Argisztiego, wzniósł. Mocą boga Chaldiego Rusa, syn Argisztiego, rzecze: Ziemia doliny Kuarlini była niezaorana, nic tam nie było. Jak mi rozkazał bóg Chaldi, tak ja tę winnicę założyłem, zażądałem tam obsiania pól, założenia sadów owocowych, zająłem się wzniesieniem miasta. Doprowadziłem kanał z rzeki Ildarunii; imię jego – Umeszini. Gdy ktoś w tej dolinie króla Rusy zmusi kanał, by nawadniał, niech dla boga Chaldiego będzie zarżnięte koźlątko, owca niech będzie złożona w ofierze bogu Chaldiemu, owca dla boga Tejszeby, owca dla boga Sziwini. Rusa, syna Argisztiego, król potężny, król wielki, król Wszechświata, król krainy Biainili, król królów, władca miasta Tuszpy. Rusa, syna Argisztiego, rzecze: Jeżeli ktokolwiek napis ten zniszczy, ktokolwiek go rozbije, ktokolwiek z tego miejsca go zabierze, ktokolwiek zakopie do ziemi, ktokolwiek wrzuci do wody, ktokolwiek powie: Wszystkiego dokonałem, ktokolwiek moje imię na nim zniszczy i umieści swoje imię jako mieszkaniec krainy Biainili bądź mieszkaniec wrogiego kraju, niech bogowie Chaldi, Tejszeba, Sziwini, wszyscy bogowie nie zostawią na ziemi ani jego imienia, ni jego rodziny, ni jego potomstwa.

Kroki, które podjął Rusa II, aby zahamować proces osłabienia Urartu, nie przyniosły rezultatu. Stopniowo centrum polityczno-administracyjne przesuwało się na północ do Zakaukazia, aż około 600 roku p.n.e. pozycja królów urartyjskich w regionie osłabła na tyle, że bez walki oddali najeźdźcom miasto Erebuni, następnie po oblężeniu stracili Argisztihinili i przenieśli się do twierdzy Tejszebaini, przedtem zwiózłszy do niej dobra i kosztowności z pobliskich miast. W 585 roku p.n.e. na skutek kolejnej fali najazdów Tejszebaini zostało zniszczone. Według różnych wersji ostatnią twierdzę urartyjską zdobyli Scytowie, Kimerowie, Medowie lub Babilończycy. Według najbardziej rozpowszechnionej wśród urartologów teorii, która bazuje na wynikach badań archeologicznych (podczas wykopalisk znaleziono wiele grotów strzał typu scytyjskiego), zniszczenia dokonali Scytowie.
Ostatni najazd na Tejszebaini miał miejsce w pierwszej połowie lata, gdy bydło było wypasane na pobliskich łąkach, a winorośl jeszcze nie dojrzała. Uważa się, że najeźdźcy napadli w nocy, gdy nikt nie spodziewał się ataku. Prawdopodobnie wróg zaatakował z zachodu. Takie wnioski wysnuto na podstawie analizy położenia odnalezionych grotów. W mieście wzniecono pożar, a mieszkańcy byli zmuszeni w pośpiechu opuścić domy i schronić się za murami cytadeli. Nie wszystkim się to udało, wśród ruin odnaleziono, na przykład, szczątki kobiety z niemowlęciem. Uciekinierzy urządzili tymczasowe mieszkania na placu wewnętrznym cytadeli. Twierdza nie wytrzymała oblężenia. Wrogowie wkroczyli przez zachodnią bramę pomocniczą. W trakcie bitwy wybuchł pożar, który strawił tymczasowe budynki, dach twierdzy i stropy. Prawdopodobnie wzgórze Karmir Blur, na którym było wzniesione Tejszebaini, otrzymało miano czerwonego po pożarze, wskutek którego cegła suszona (główny budulec twierdzy) wypaliła się na czerwono. W miejsce zburzonego miasta nie wzniesiono nowego, ponieważ w trakcie oblężenia został zniszczony system doprowadzania wody.

## Architektura

### Cytadela
Dominującym obiektem Tejszebaini była potężna cytadela zlokalizowana na wzniesieniu Karmir Blur. Twierdza była niedostępna od północy i wschodu, chroniona przez strome zbocza i rzekę Hrazdan. Łagodniejsze stoki Karmir Blur od południa i zachodu chroniły mury o wysokości około ośmiu metrów. Na zachód od twierdzy znajdowały się kamienne miejskie budynki mieszkalne. W południowej części miasta znajdowały się otoczone kamiennym murem winnice, do których doprowadzony był system irygacyjny od rzeki Hrazdan.
Twierdza Tejszebaini była budowana dwuetapowo, z niewielką przerwą. Jako budulca użyto cegły suszonej, typowej dla techniki budowlanej w starożytnej Mezopotamii. Twierdza została wzniesiona na kształcie wielokąta. Linię fasady przerywał system przyporowy. Na rogach twierdzy wzniesiono masywne wieże. Twierdza stała na mocnym fundamencie, zbudowanym z bloków bazaltowych. Ściany wzniesiono z cegieł suszonych o wymiarach 52×35×14 cm. Grubość ścian wahała się od 2,1 m (6 rzędów cegieł) do 3,5 m (10 rzędów cegieł).
Wewnątrz twierdza liczyła 100–150 pomieszczeń w kształcie wąskich prostokątów nakrytych krótkimi belkami. Większa część pomieszczeń była podzielona w pionie na dwie kondygnacje za pomocą drewnianych konstrukcji. Niektóre niepodzielone pomieszczenia osiągały wysokość do ośmiu metrów. Część pokoi miała oświetlenie naturalne: światło wpadało przez otwory w górnej części ściany lub od góry. W wielu pomieszczeniach wewnętrznych zachowały się ślady malowideł, przeważnie w barwach czerwonych i niebieskich.
W twierdzy mieściła się rezydencja władcy, składająca się z komnat i sali kolumnowej, niewielkiego archiwum z tabliczkami glinianymi oraz wielu pomieszczeń gospodarczych, m.in.: warsztatu produkującego olej sezamowy, spichlerza, spiżarni do przechowania mięsa, mleka i serów, magazynu broni, wyrobów żelaznych, ceramiki itd. Dużą przestrzeń zajmowały spiżarnie do przechowywania wina: ogółem w Tejszebaini znajdowało się ponad 500 dzbanów (karasów) o pojemności od 250 do 1250 litrów – produkcja wina była jedną z głównych gałęzi gospodarki Urartu, a w okolicach Tejszebaini uprawiano winorośle, jednak w momencie ostatniego oblężenia twierdzy prawie wszystkie karasy były już puste.
Wszystkie domowe spiżarnie (około 120 pomieszczeń) były opieczętowane indywidualnymi pieczęciami: przez skoble przewlekano linę, której końce łączoną bryłą mokrej gliny, a następnie rolowano po niej cylindryczną pieczęcią osoby odpowiedzialnej za zawartość spiżarni. Aby zaopatrzyć cytadelę w wodę z rzeki Hrazdan, przeciągnięto do niej ukryty przewód wodny wykonany z połączonych ze sobą okrągłych kamiennych rur. Pozostałości przewodów wyeksponowano w Muzeum Erebuni.

### Zabudowania miejskie
Mieszkańcy dwóch dzielnic miejskich nie prowadzili własnych gospodarstw domowych i prawdopodobnie byli utrzymywani na koszt państwa. Przypuszczalnie były to rodziny wojowników urartyjskich, rzemieślników i jeńców wojennych, które zajmowały się przetwarzaniem materiałów sprowadzanych do miasta w ramach daniny. Podczas prac wykopaliskowych w mieście odkryto koło garncarskie, piec do wypiekania chleba, maselnicę, młynki do mielenia ziarna i inne przedmioty gospodarstwa domowego. Jednocześnie na terenie miasta nie znaleziono budowli do przechowywania ziarna, wina lub innych produktów żywnościowych, wszystkie odkryte znajdowały się w cytadeli.
Budynki miejskie wykonane były inną techniką budowlaną niż twierdza. Jeśli twierdza Tejszebaini była zbudowana na wzór budowli mezopotamskich z cegieł suszonych, to dzielnice miejskie wznoszono z dużych bloków tufa z wykorzystaniem technologii typowej dla ludów Zakaukazia, co sugeruje, że budynki mieszkalne zostały zbudowane przez miejscową ludność podbitą lub przesiedloną przez Urartyjczyków.
|  | Schemat miasta Skala: długość boków kwadratów siatki odpowiada 50 m. Główny budynek to twierdza Tejszebaini zlokalizowana na wzgórzu. Grubość murów twierdzy u podstawy przekracza 3 m. Po lewej stronie u podnóża Karmir Blur odkryto dwie grupy budynków miejskich. Czarna przerywana linia wskazuje na pozostałości niedokończonego muru miejskiego. Od rzeki Hrazdan odgałęzia się kanał irygacyjny „Umeszini”, zbudowany przez Rusę II i zachowany do dziś pod nazwą Kanał Echmiadzin. Brązowe linie wskazują lokalizację starożytnych ulic Tejszebaini odkrytych metodą aerofotograficzną. Kolorem różowym zaznaczone są pozostałości osady przedurartyjksiej odkrytej pod zabudowaniami miejskimi Tejszabaini. |